# Tony Curtis

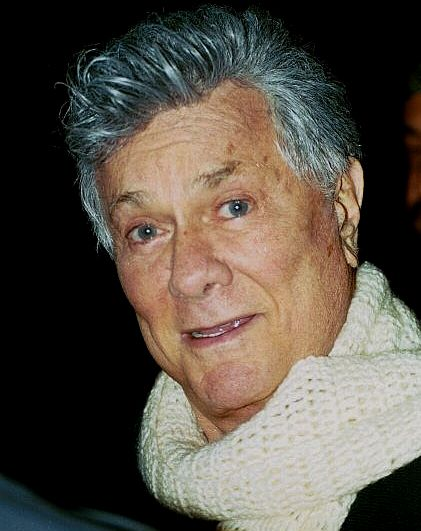
Tony Curtis

Tony Curtis (* 3. Juni 1925 in New York City als Bernard Schwartz; † 29. September 2010 in Henderson, Nevada) war ein US-amerikanischer Filmschauspieler, Maler, Autor und Künstler. Er zählte in den 1950er- und 1960er-Jahren zu den großen Hollywood-Stars. Er schrieb an der Seite von Marilyn Monroe und Jack Lemmon Filmgeschichte mit dem Komödienklassiker Manche mögen’s heiß von Billy Wilder.

## Leben

### 1925 bis 1948: Kindheit und Jugend
Tony Curtis wurde 1925 in New York als Bernard Schwartz geboren. Er wuchs mit zwei Brüdern zunächst in Manhattan, dann in der Bronx auf. Seine Eltern – Emanuel Schwartz (der sich später Manuel nannte) und Helen Klein – kamen als in Ungarn geborene jüdische Einwanderer aus der ungarischen Kleinstadt Mátészalka und betrieben eine Schneiderei, in der die Familie zeitweise auch lebte. Bis zu seinem sechsten Lebensjahr sprach Curtis nur Ungarisch und Jiddisch. Während seiner Zeit an der Highschool hielt er sich lieber im Kino und am Broadway als in der Schule auf. Daher hätte er beinahe die Schule verlassen müssen.
1943 trat Curtis in die US Navy ein und diente auf einem U-Boot-Begleitschiff. Gegen Ende des Krieges verletzte er sich bei einem Unfall im Dienst.
Ab 1947 nahm er bei Erwin Piscator Schauspielunterricht, der auch spätere Stars wie Marlon Brando, Walter Matthau und Harry Belafonte unterrichtete. Abends trat er in Statisten- und Nebenrollen in kleinen New Yorker Theatern auf, so im Frühjahr 1948 in Golden Boy; hier wurde Bob Goldstein, Talentsucher der Universal Studios, auf den gutaussehenden jungen Mann aufmerksam: Bernie Schwartz, wie Tony Curtis sich zu diesem Zeitpunkt noch nannte, erhielt ein Flugticket nach Los Angeles und einen Vertrag bei den Universal Studios.

### 1949 bis 1969: Filmstar in Hollywood
Nach weiterem Sprech- und Schauspielunterricht erhielt Curtis 1949 seine erste Statistenrolle. In Gewagtes Alibi von Robert Siodmak tanzte er mit Yvonne De Carlo. Obwohl seine Rolle unbedeutend war und sein Name nicht im Vor- oder Abspann genannt wurde, erhielt das Studio zehntausende von Fan-Briefen „an den schönen Jungen, der mit Yvonne De Carlo tanzte“. Daraufhin wählte er – nach eigenen Angaben in Anlehnung an den Namen eines Verwandten namens Kurtz – den Künstlernamen „Curtis“; kurze Zeit später nahm er diesen Namen auch amtlich an. Curtis sagte später in einem Interview, den deutschen Namen Schwartz habe er gehasst.
In der Folgezeit übernahm Curtis – zunächst noch als „Anthony Curtis“, dann als „Tony Curtis“ – größer werdende Nebenrollen, so 1949 in Winchester ’73 an der Seite von James Stewart. Am 4. Juni 1951 heiratete er seine Schauspielkollegin Janet Leigh. Aus dieser Ehe stammen die Töchter Kelly Lee Curtis und Jamie Lee Curtis, beide ebenfalls Schauspielerinnen.
1951 erhielt Curtis seine erste Hauptrolle in Die Diebe von Marschan; der Film wurde ein kommerzieller Erfolg. Es folgten weitere Hauptrollen, so 1954 in Der eiserne Ritter von Falworth, 1955 in Die purpurrote Maske, 1956 in Trapez, 1957 in Dein Schicksal in meiner Hand (in beiden Filmen an der Seite von Burt Lancaster), 1958 neben Kirk Douglas in Die Wikinger. Für seine Rolle eines entflohenen Sträflings 1958 in Flucht in Ketten (mit Sidney Poitier) war Curtis für den Oscar in der Kategorie Bester Hauptdarsteller nominiert. 

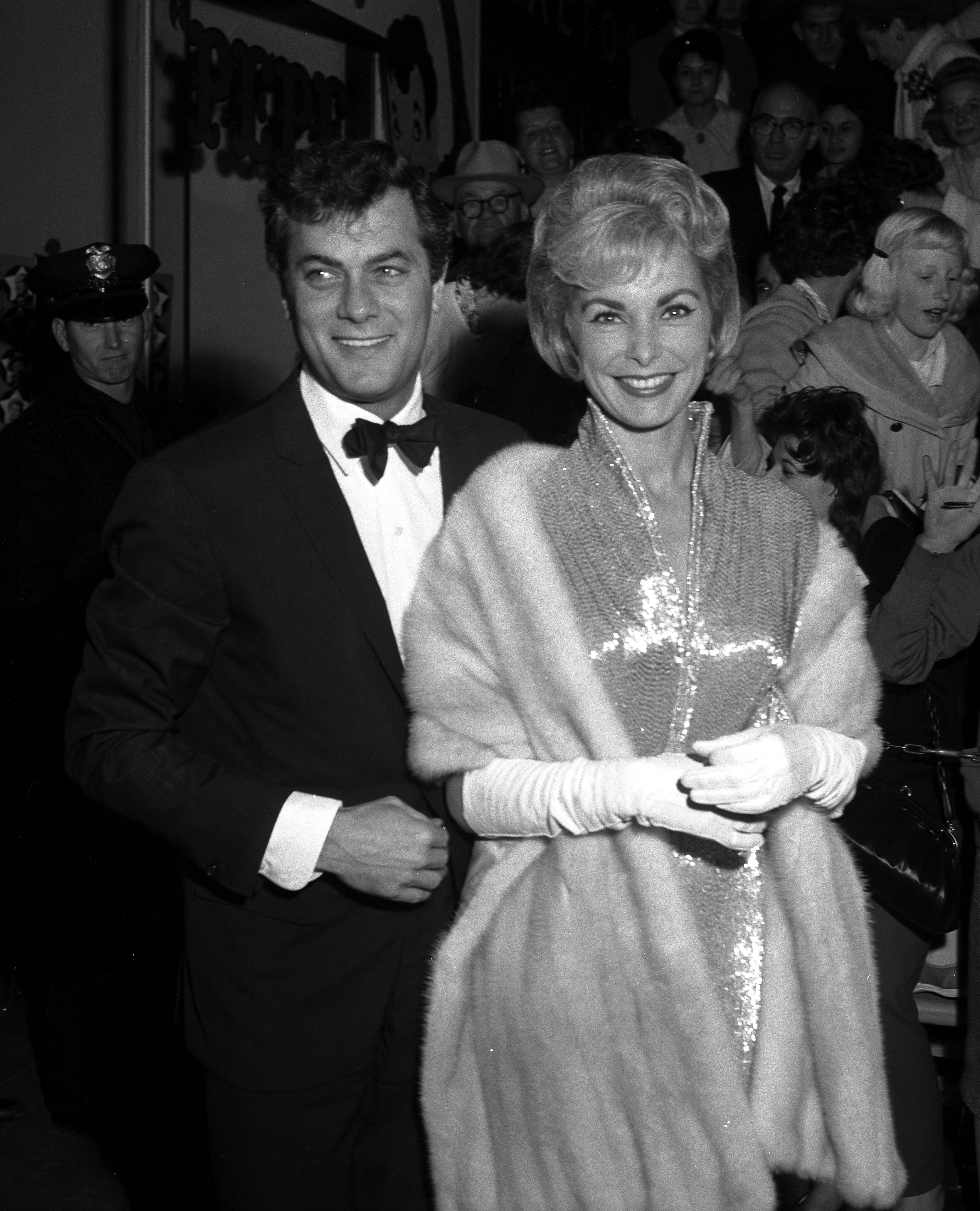
Tony Curtis mit Janet Leigh (1960)

1959 folgten unter der Regie von Billy Wilder Manche mögen’s heiß mit Jack Lemmon und Marilyn Monroe sowie unter der Regie von Blake Edwards Unternehmen Petticoat mit Cary Grant. 1960 wurde unter der Regie von Stanley Kubrick der Monumental- und Historienfilm Spartacus mit Kirk Douglas, Laurence Olivier, Jean Simmons, Charles Laughton und Peter Ustinov gedreht. Auch finanziell war Curtis erfolgreich. Ab den frühen 1950er Jahren vereinbarte er als einer der ersten Schauspieler zusätzlich zu seinen Gagen stets prozentuale Beteiligungen an den Einspielergebnissen seiner Filme.
Mit Hilfe seines Managers Lew Wasserman von MCA war es Curtis die 1950er Jahre hindurch gelungen, die Festlegung auf ein bestimmtes Filmgenre zu vermeiden. Er spielte in leichten Komödien, Western und Krimis ebenso wie in Charakterrollen und war Mitglied eines Musical-Ensembles. Als Wasserman 1962 durch die Übernahme der Universal Studios deren Präsident wurde, gab er seine Managertätigkeit auf und Swifty Lazar wurde Curtis’ Agent. Dieser konzentrierte sich bei seiner Rollenwahl – Ausnahme: Der Außenseiter (1962), die Biografie über den Indianer Ira Hayes, in dem Curtis die Titelrolle spielte – ausschließlich auf Abenteuerfilme und leichte Komödien.
Bei den Dreharbeiten zu Taras Bulba lernte Curtis 1961 die damals 16-jährige Schauspielerin Christine Kaufmann kennen. Wenig später trennte er sich von Janet Leigh; die Scheidung erfolgte im Juni 1962, die Kinder Kelly und Jamie Lee blieben bei ihrer Mutter. Am 8. Februar 1963 heirateten Tony Curtis und Christine Kaufmann in Las Vegas; aus dieser Ehe gingen die Töchter Alexandra Curtis (* 19. Juli 1964) und Allegra Curtis hervor.
1965 übernahm Curtis die Hauptrolle in Das große Rennen rund um die Welt; der Film belegte zwar Platz 6 der erfolgreichsten Filme 1965, war jedoch aufgrund der hohen Produktionskosten ein kommerzieller Misserfolg. Anschließend spielte Curtis hauptsächlich in Komödien, darunter auch in einigen europäischen Produktionen, wobei der Zuspruch von Publikum und Kritik abnahm. Ende 1967 folgte nach gut vier Jahren Ehe die Trennung von Christine Kaufmann, die mit den gemeinsamen Kindern aus Curtis’ Haus auszog.
Anfang 1968 setzte ihn die renommierte Zeitschrift Variety an die Spitze einer Liste der weltweit bestbezahlten Schauspieler, die im Hinblick auf ihre Filme der letzten Jahre „ihr Geld nicht wert waren“. Hinzu kam, dass sich die Filmindustrie zu diesem Zeitpunkt völlig veränderte: Das US-Kino durchlebte eine Krise, das „Studiosystem“ war am Ende. Tony Curtis wurde als „Yesterdays’ Leading Man“ beschrieben, obwohl der damals 43-Jährige nach wie vor von Presse und Publikum für sein jugendliches Aussehen bewundert wurde.
Zur gleichen Zeit suchte 20th Century Fox einen Hauptdarsteller für die Verfilmung einer wahren Begebenheit, der Geschichte des schizophrenen Albert Henry DeSalvo, der einige Jahre zuvor in Boston 13 Frauen ermordet hatte. Tony Curtis, der sich seines Karrieretiefs durchaus bewusst war, wollte diese Rolle unbedingt übernehmen. Der Präsident der 20th Century Fox, Richard D. Zanuck, hielt ihn jedoch für ungeeignet und wollte außerdem „keinen Tony-Curtis-Film machen“. Curtis griff zu einem Trick; mit Make-up, braunen Kontaktlinsen und Dauerwelle modellierte er sein Äußeres so, wie er sich den Würger vorstellte, machte von sich selbst einige Fotos auf grobkörnigem Papier und schickte sie Zanuck. Der soll – ohne Curtis erkannt zu haben – ausgerufen haben: „Das ist unser Würger!“ Curtis bekam die Rolle – und lieferte 1968 in Der Frauenmörder von Boston eine von der Kritik und dem Publikum gefeierte schauspielerische Leistung.
Bei den Dreharbeiten zu Der Frauenmörder von Boston lernte er im Januar 1968 das aus Boston stammende Fotomodell Leslie Allen kennen; die Hochzeit fand am 20. April 1968 in Las Vegas statt, nur vier Tage nach der Scheidung von Christine Kaufmann. Rückblickend wird Der Frauenmörder von Boston heute zuweilen „als Curtis’ letzter wirklich großer Film“ bezeichnet. In den folgenden Jahren konnte er an diesen Erfolg nicht anknüpfen, bis 1970 spielte er mit mäßiger Resonanz wieder in amerikanischen und europäischen Komödien und Abenteuerfilmen.

### 1970 bis 1975: Vom Film- zum Fernsehstar
Anfang 1970 ließ sich Curtis vom britischen Medienmogul Lord Lew Grade überreden, für die Incorporated Television Company eine der beiden Hauptrollen in der britischen Fernsehserie Die 2 zu übernehmen. Curtis verkörperte den amerikanischen Playboy Danny Wilde, der gemeinsam mit dem britischen Lord Brett Sinclair, gespielt von Roger Moore, ebenso spannende wie lustige Kriminalfälle zu lösen hatte.
Nie zuvor hatte ein Superstar der Kinoleinwand die Hauptrolle einer Fernsehserie übernommen. Als einer der ersten erkannte Curtis die zunehmende Bedeutung des Fernsehens. Gage plus 25 Prozent Gewinnbeteiligung machten ihn zum bestbezahlten Fernsehschauspieler der Welt. Entsprechend groß war die Aufmerksamkeit, die die Serie bereits vor Beginn der Dreharbeiten in der Presse erhielt. Der Presserummel steigerte sich noch, als Curtis am 26. April 1970 am Londoner Flughafen Heathrow eintraf und man dort in seinem Gepäck einige Gramm Marihuana entdeckte. Curtis musste am folgenden Tag vor Gericht erscheinen, kam jedoch mit einer Geldstrafe von 50 Pfund Sterling (2025: 1.043 Pfund) davon.
Die Dreharbeiten begannen am 1. Juni 1970 und waren auf etwa 14 Monate veranschlagt. Curtis kaufte ein Haus im noblen Londoner Stadtteil Belgravia. Die Serie wurde in über 80 Länder verkauft und war ein Welthit – mit einer entscheidenden Ausnahme; sie floppte auf dem US-amerikanischen Markt, sodass sie nach den ersten 24 Folgen eingestellt wurde. Gleichwohl gewann Curtis durch diese Serie eine ganze Generation neuer Fans, denen seine Kinovergangenheit nicht geläufig war. War in den 1950er Jahren seine Frisur stilgebend, so war es jetzt die von ihm für seine Rolle gewählte Kleidung: Der „Danny-Wilde-Stil“ bestand aus Schlaghose, enger Lederjacke, Seidenschal und Handschuhen; passend dazu wurde Tony Curtis 1970 zum „Best Dressed Man of the Year“ gewählt. In Deutschland war die Serie durch die „Blödel-Synchronisation“ von Rainer Brandt, der Curtis auch seine Stimme lieh, ein besonderer Erfolg; sie hat bis heute Kultstatus und wird regelmäßig im deutschen Fernsehen wiederholt. Brandt wurde auch in den meisten folgenden Filmen die deutsche Standardstimme von Curtis und löste damit Herbert Stass ab. Durch sein Mitwirken in Die 2 ebnete Tony Curtis vielen anderen berühmten Filmschauspielern seiner Zeit den Weg; Stars wie Rock Hudson, James Stewart und Robert Mitchum arbeiten nun ebenfalls für das Fernsehen.
Nach Abschluss der Dreharbeiten zu Die 2 im Juli 1971 behielt Curtis seinen Hauptwohnsitz in London zunächst bei. Am 31. Dezember 1971 wurde sein Sohn Nicolas Curtis dort geboren. Sporadisch kehrte Curtis in die USA zurück, um Gastrollen in Fernsehfilmen und -serien zu übernehmen; zudem trat er 1972 – das erste Mal nach über 25 Jahren – wieder in einem Theaterstück auf.
Schlagzeilen machte Tony Curtis 1972 aber aus anderem Grund. Er ließ seine Töchter Alexandra und Allegra (aus der Ehe mit Christine Kaufmann) nach einem Besuch in London nicht nach Deutschland zurückkehren, sondern nahm sie mit in die USA. Dies wurde vor allem in der deutschen Presse als „Entführung“ gewertet; dennoch erwirkte Curtis in den USA das alleinige Sorgerecht für die Kinder. Am 2. Mai 1973 wurde sein sechstes Kind Benjamin Curtis geboren.
1975 war er in der britischen Fernsehverfilmung von Alexandre Dumas’ Abenteuerroman Der Graf von Monte Christo als Fernand Mondego der Gegenspieler von Richard Chamberlain (Edmond Dantes).
1975 kehrte Curtis mit der Hauptrolle in dem Mafiafilm Der Gangsterboss von New York (Lepke) über das Leben des Mobsters Louis „Lepke“ Buchalter auf die Kinoleinwand zurück. Der Film stieß bei den Filmfestspielen in Cannes bei der Kritik wie beim Publikum auf positive Resonanz.

### 1976 bis 1984: Drogensucht
Etwa zu dieser Zeit begann Curtis nach eigener Aussage regelmäßig Kokain zu nehmen. Zunächst blieb dies der Öffentlichkeit verborgen, und er wirkte in den folgenden Jahren in einer Vielzahl von Projekten mit, darunter neben Robert De Niro in Elia Kazans Der letzte Tycoon (1976), als Titelheld in der vierteiligen US-Fernsehserie McCoy (1975) und neben Mae West und Ringo Starr in Sextette (1977). 1977 versuchte sich Tony Curtis erstmals als Autor und veröffentlichte den Roman Kid Andrew Cody & Julie Sparrow.
Ab 1978 war er regelmäßiger Gaststar in der Fernseh-Erfolgsserie Vegas, wo er an der Seite von Robert Urich den reichen Casino-Besitzer Philipp „Slick“ Roth spielte. Ursprünglich sollte Curtis nur einen kurzen Auftritt in der Pilotfolge haben, doch war die Publikumsresonanz so groß, dass daraus eine Dauerrolle wurde. Nach Presseberichten erhielt er für diese prägnanten Kurzauftritte eine Gage, die weit über der des Hauptdarstellers Urich lag.
Gegen Ende der 1970er Jahre kamen in der Presse erste Gerüchte über Curtis’ Konsum von Alkohol und anderen Drogen auf. Auch zu dieser Zeit konnte er mit herausragenden schauspielerischen Leistungen punkten: So erhielt er 1980 für seine Darstellung des Produzenten David O. Selznick in Der Scarlett-O’Hara-Krieg eine Emmy-Nominierung als bester Hauptdarsteller und stand im selben Jahr zusammen mit Elizabeth Taylor, Rock Hudson und Geraldine Chaplin für die englische Miss-Marple-Verfilmung Mord im Spiegel vor der Kamera. Gegen Ende 1981 gewannen Alkohol und die anderen Drogen die Oberhand: Curtis wurde mit immer neuen jungen Frauen abgelichtet; es folgte die Trennung von Leslie Allen, er trat betrunken in der Öffentlichkeit auf und war wegen seiner Exzesse und Affären mit Negativschlagzeilen in der internationalen Regenbogenpresse präsent. Die Kinder aus der Ehe mit Christine Kaufmann kehrten zu ihrer Mutter nach Deutschland zurück.
Damals war Curtis finanziell längst abgesichert: Allein durch die regelmäßig eintreffenden Tantiemen aus seinen zahlreichen Filmerfolgen konnte er ein Luxusleben führen, unabhängig von neuen Filmangeboten; zusätzliche Einnahmen kamen aus seinem umfangreichen Aktien- und Immobilienbesitz. Trotzdem übernahm Curtis nun auch Rollen in drittklassigen Produktionen, um nicht ohne Beschäftigung zu sein.

### 1985 bis 1997: Comeback als Schauspieler und zweite Karriere als Maler
Nach diversen privaten und beruflichen Tiefschlägen und einem Zusammenbruch in seiner Villa in Bel Air gelang Tony Curtis im Sommer 1984 eine Entziehungskur im Betty Ford Center. 1985 trat er neben Theresa Russell in der Rolle eines Senators in Nicolas Roegs englischem Kinofilm Insignificance – Die verflixte Nacht auf, wurde von Publikum und Kritik mit Lob bedacht und erhielt mehrere Rollenangebote. So spielte er mit Peter Ustinov in der Hercule-Poirot-Fernsehverfilmung Tödliche Parties (1986). Eine weitere Rolle folgte 1987 unter der Regie von Thomas Brasch in dem deutschen Kinofilm Der Passagier.
1986 begann Curtis eine neue Karriere als Maler und bildender Künstler. Curtis, der seit seiner Jugend malte, hatte sich im Sommer 1986 nach Hawaii zurückgezogen und stellte dort seine Bilder erstmals öffentlich aus. Die Ausstellung stieß auf große Resonanz, und seine Bilder finden seither auch unter Kunstkennern Beachtung. Bis zu seinem Tod stellte Curtis seine Werke regelmäßig in den USA, Europa und Asien aus. Die Preise für einen „echten Curtis“ bewegen sich zwischen 20.000 und 100.000 US-Dollar.
Daneben setzte Curtis seine Filmkarriere fort, spielte unter anderem in Je reicher desto ärmer (1990), unter der Regie von Arnold Schwarzenegger in Christmas in Connecticut (1992), in David Algrants Nackt in New York (1993) sowie in den erfolgreichen Fernsehserien Superman – Die Abenteuer von Lois & Clark (1993), Perry Mason (1994) und Roseanne (1996) sowie die Hauptrolle in dem Kinofilm Reptile Man (1996).
In den frühen 1990er Jahren verlagerte er den Schwerpunkt seines Schaffens nach und nach auf die Malerei; bekannt wurden auch seine „Time Boxes“, Collagekästen mit persönlichen Erinnerungsstücken nach dem Vorbild Joseph Cornells.
Am 28. Februar 1993 heiratete Tony Curtis in fünfter Ehe die 32-jährige Rechtsanwältin Lisa Deutsch. Im selben Jahr veröffentlichte er seine Autobiografie, in der er sich kritisch mit dem Filmgeschäft in Hollywood auseinandersetzte. Das Buch wurde 1995 unter dem Titel Ich mag’s heiß auch in Deutschland verlegt.

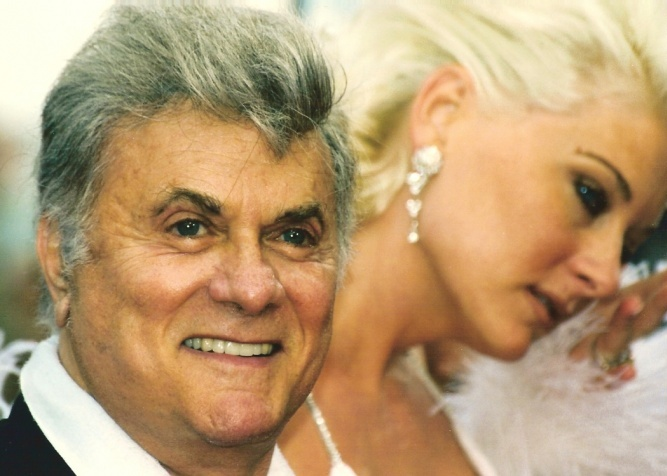
Curtis 1997 bei den Filmfestspielen von Cannes

Im April 1994 musste sich Tony Curtis einer Bypass-Operation am Herzen unterziehen. Am 2. Juli 1994 starb sein erst 22-jähriger Sohn Nicolas an einer Überdosis Heroin. Kurz darauf folgte die Scheidung von Lisa Deutsch und er wurde in Gesellschaft noch jüngerer Begleiterinnen gesehen. Kurz danach lernte er die aus San Diego stammende, 45 Jahre jüngere Reitlehrerin Jill Vandenberg kennen, die er am 6. November 1998 in Las Vegas heiratete. Seine sechste Ehe hielt knapp zwölf Jahre bis zu seinem Tod.

### 1998 bis 2010: Die letzten Jahre
Obwohl Curtis den Höhepunkt seiner Filmkarriere überschritten hatte, war seine persönliche Popularität ungebrochen. Seit der Hochzeit mit Jill Vandenberg lebte er in der Nähe von Las Vegas und erhielt bis zuletzt sehr viel Fanpost, in der Regel über 1000 Briefe monatlich. Auch die internationale Presse berichtete regelmäßig über seine Aktivitäten und versah ihn mit Attributen wie „Ikone“ und „Leinwandlegende“.
Tony Curtis war häufiger Gast in Talkshows und bei Veranstaltungen auf der ganzen Welt; daneben war er regelmäßig in Film und Fernsehen in Gastrollen zu sehen, so beispielsweise 1998 in der Fernsehserie Susan, 1999 neben Antonio Banderas und Kevin Costner in Knocked Out – Eine schlagkräftige Freundschaft, 2005 unter der Regie von Quentin Tarantino in CSI Las Vegas – Grabesstille und 2006 in The Morning After – Remembering The Persuaders, einer Dokumentation über die Fernsehserie Die 2.
Weltweite Beachtung fand das auf seinem Kultfilm Manche mögen’s heiß basierende Bühnen-Musical gleichen Titels, in dem der damals 77-jährige Curtis die Rolle des Osgood Fielding III. übernahm; mit diesem Stück tourte er von Juni 2002 bis Mai 2003 durch die USA und stand in 271 ausverkauften Vorstellungen auf der Bühne, sang, tanzte und steppte. Presseberichten zufolge erhielt er eine Wochengage von 100.000 US-Dollar; die Tournee spielte 13 Millionen US-Dollar ein.
Auf Einladung des ungarischen Ministerpräsidenten besuchte Tony Curtis im Oktober 2003 Budapest und sprach vor dem ungarischen Parlament. Auf Bitten der Tourismusbehörde trat er ohne Gage in mehreren für das US-amerikanische und britische Fernsehen gedrehten Werbespots auf, um den Tourismus in Ungarn anzukurbeln. Die ungarische Presse berichtete im darauf folgenden Jahr von einer deutlichen Zunahme des Tourismus und schrieb dies zu einem beachtlichen Teil dem Engagement von Curtis zu. Bereits seit Ende der 1980er Jahre setzte dieser sich für den Erhalt des kulturellen jüdischen Erbes der Heimat seiner Vorfahren ein. Er unterstützte die Pflege und den Erhalt jüdischer Friedhöfe und Synagogen (z. B. Synagoge in Tokaj) in Ungarn mit beträchtlichen Geldsummen und war, neben der amerikanischen Kosmetikunternehmerin Estée Lauder, die ebenfalls jüdisch-ungarische Familienwurzeln hatte, maßgeblich an der Finanzierung der Restaurierung der Großen Synagoge in Budapest beteiligt. Auch der vor der Synagoge errichtete Baum des Lebens – auch Baum der jüdischen Märtyrer Ungarns, ein Holocaustmahnmal in Form einer Trauerweide aus Silber und Stahl zum Gedenken an die 600.000 von den Nazis ermordeten ungarischen Juden, wurde von der von Curtis gegründeten Emanuel Foundation finanziert. Des Weiteren unterstützte er das Pikler-Institut, ein Kinderheim in Budapest.
Seit 2003 unterstützte Curtis zudem seine Ehefrau Jill beim Betrieb ihres Gnadenhofs für ausgesetzte und misshandelte Pferde und Mulis, das Shiloh Horse Rescue and Sanctuary.
Weiterhin erhielt er Ehrungen für sein Lebenswerk, so beispielsweise im Februar 2004 die Goldene Kamera. Sein 80. Geburtstag am 3. Juni 2005, der mit einer Party im MGM Grand Hotel in Las Vegas gefeiert wurde, war Anlass für Würdigungen und Retrospektiven. Eine weitere Ehrung erfuhr Curtis im Dezember 2005, als das New Yorker Museum of Modern Art eines seiner Bilder in die Dauerausstellung aufnahm. Im September 2006 zierte er anlässlich eines großen Interviews die Titelseite der Times-Beilage The Knowledge.
Im Dezember 2006, kurz nach Beendigung der Dreharbeiten zu The Blacksmith and The Carpenter, wurde Curtis in ein Krankenhaus in Las Vegas eingeliefert. Er erholte sich und konnte am 17. Februar 2007 nach Hause zurückkehren. Sein Gesundheitszustand besserte sich zwar, allerdings konnte er seitdem nur noch kurze Entfernungen gehen und nur kurzzeitig stehen und er war zeitweise auf einen Rollstuhl angewiesen. Außerdem litt er fortan an einer schweren Lungenerkrankung (COPD). Ab Mitte März 2007 konnte er wieder öffentliche Auftritte wahrnehmen und Mitte Mai 2007 die Dreharbeiten zu seinem letzten Spielfilm David & Fatima absolvieren.
Am 29. September 2007 erhielt er den Lifetime Achievement Award der ersten Artexpo Las Vegas und am 6. Dezember 2007 den Lifetime Achievement Award des Jules Verne Adventure Film Festival in Los Angeles.

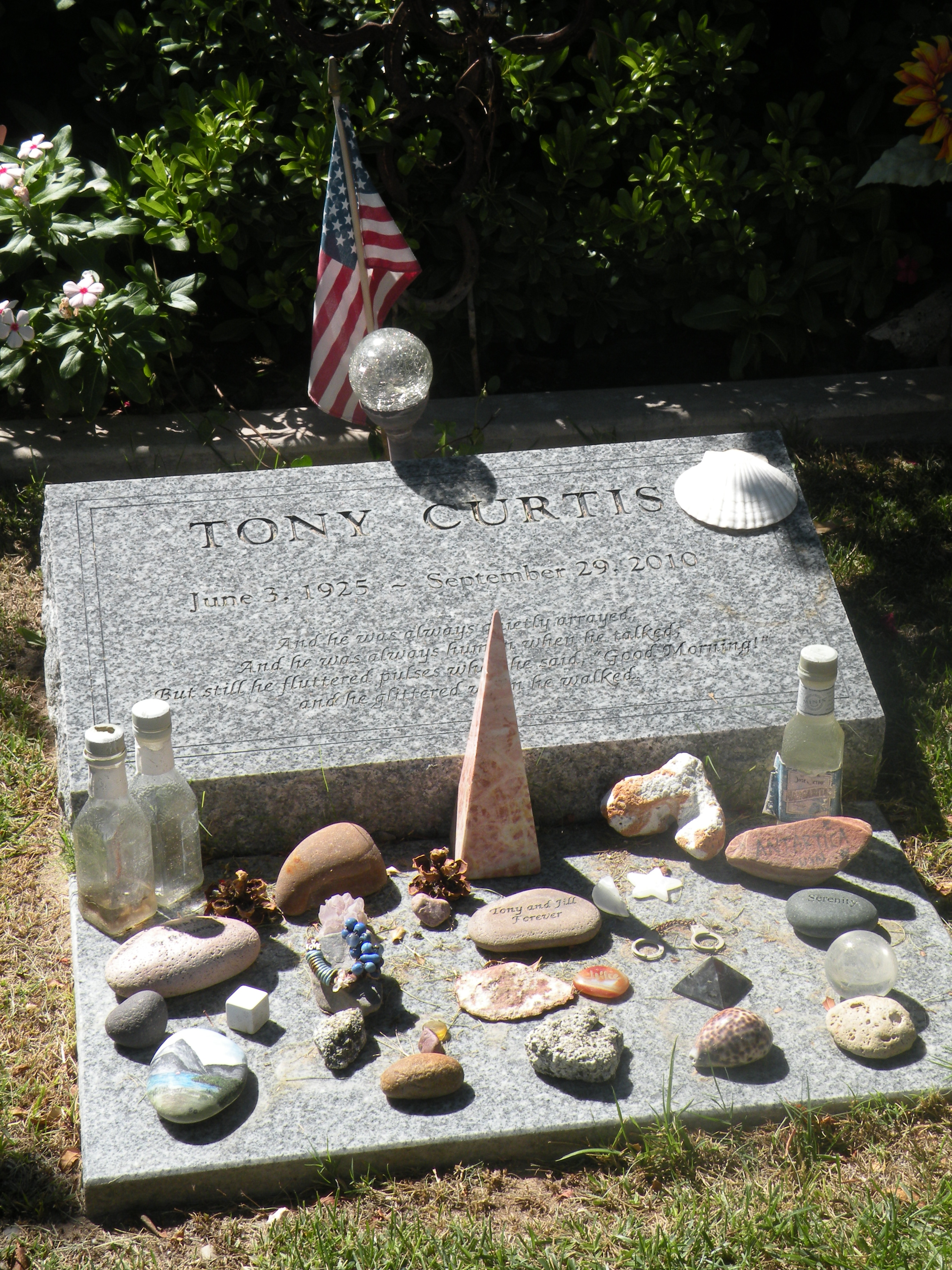
Grab von Tony Curtis auf dem Memorial Park Cemetery in Las Vegas

Im April 2008 unternahm er eine zweiwöchige Reise nach England und Frankreich. Er gab viele Interviews, war Gast in mehreren Fernsehsendungen und Ehrengast des Pariser Jules Verne Film Festival 2008. Der amerikanische Botschafter in Frankreich gab einen großen offiziellen Empfang zu seinen Ehren. Darüber hinaus eröffnete er im Londoner Kaufhaus Harrods in Anwesenheit des Inhabers Mohamed Al-Fayed und in einer Pariser Galerie Ausstellungen seiner Bilder, und noch vor seiner Rückreise in die USA waren sämtliche Exponate verkauft. Zur selben Zeit kam der erst unmittelbar zuvor gedrehte Dokumentarfilm The Jill & Tony Curtis Story auf den Markt, in dem Curtis Einblicke in sein privates Umfeld gewährt.
2008 arbeitete Tony Curtis an seiner zweiten Autobiografie, die im Oktober 2008 unter dem Titel American Prince: A Memoir in den USA, Kanada und Großbritannien und 2010 auch in Deutschland und vielen anderen Ländern veröffentlicht wurde. Ab Oktober 2008 absolvierte Curtis zahlreiche Lese- und Signierreisen für sein neues Buch in den USA, nach Kanada, England und Irland und war dabei wieder Gast in Fernsehtalkshows. In der englischen Fernseh-Talkshow Friday Night gab es dabei ein Zusammentreffen mit seinem Freund und Co-Star aus Die 2, Roger Moore.
2009 veröffentlichte er ein weiteres Buch, The Making of Some Like It Hot, ein detaillierter Bericht über die Dreharbeiten und Hintergründe zu dem Filmklassiker. Abermals reiste Curtis – trotz seiner angeschlagenen Gesundheit – um die Welt, um das Buch zu promoten. Erneut nahm die Weltpresse regen Anteil daran.
Seinen letzten großen Auftritt hatte Tony Curtis im April 2010 in Los Angeles als Gaststar des Turner Classic Movies Festival. Zudem absolvierte er bereits Kostümproben für seinen nächsten Film Morella, dessen Dreharbeiten im August 2010 beginnen sollten.
Anfang Juli 2010, kurz nach einer Signierstunde in Las Vegas, wurde Tony Curtis als Folge seiner Lungenerkrankung mit akuten Atembeschwerden in ein Krankenhaus eingeliefert. In den folgenden Wochen verschlechterte sich sein Gesundheitszustand und er nahm keine öffentlichen Termine mehr wahr. Da eine Besserung seines Gesundheitszustands ausgeschlossen schien, entschied sich Curtis Anfang September 2010, nach Hause zurückzukehren und dort palliativmedizinische Betreuung in Anspruch zu nehmen.
Tony Curtis starb am frühen Abend des 29. September 2010 in seinem Haus an Herzversagen, einer Folge seiner Lungenerkrankung. Fernsehen und Presse berichteten weltweit in ausführlichen Nachrufen über sein Leben und seine Karriere. Er wurde auf dem Memorial Park Cemetery (Green Valley) in Las Vegas, Nevada, beigesetzt.
Curtis hatte seine letzte Ehefrau Jill als seine Alleinerbin eingesetzt und hinterließ nach Presseangaben ein Vermögen von über 60 Millionen US-Dollar (künftige Tantiemen nicht eingerechnet). Alle Versuche seiner Kinder, vor allem derjenigen aus seiner Ehe mit Christine Kaufmann, das Testament anzufechten, scheiterten. Im September 2011 ließ seine Witwe einen Teil seines Nachlasses versteigern und erzielte dabei mehr als das Doppelte des geschätzten Versteigerungserlöses.

## Filmografie (Auswahl)

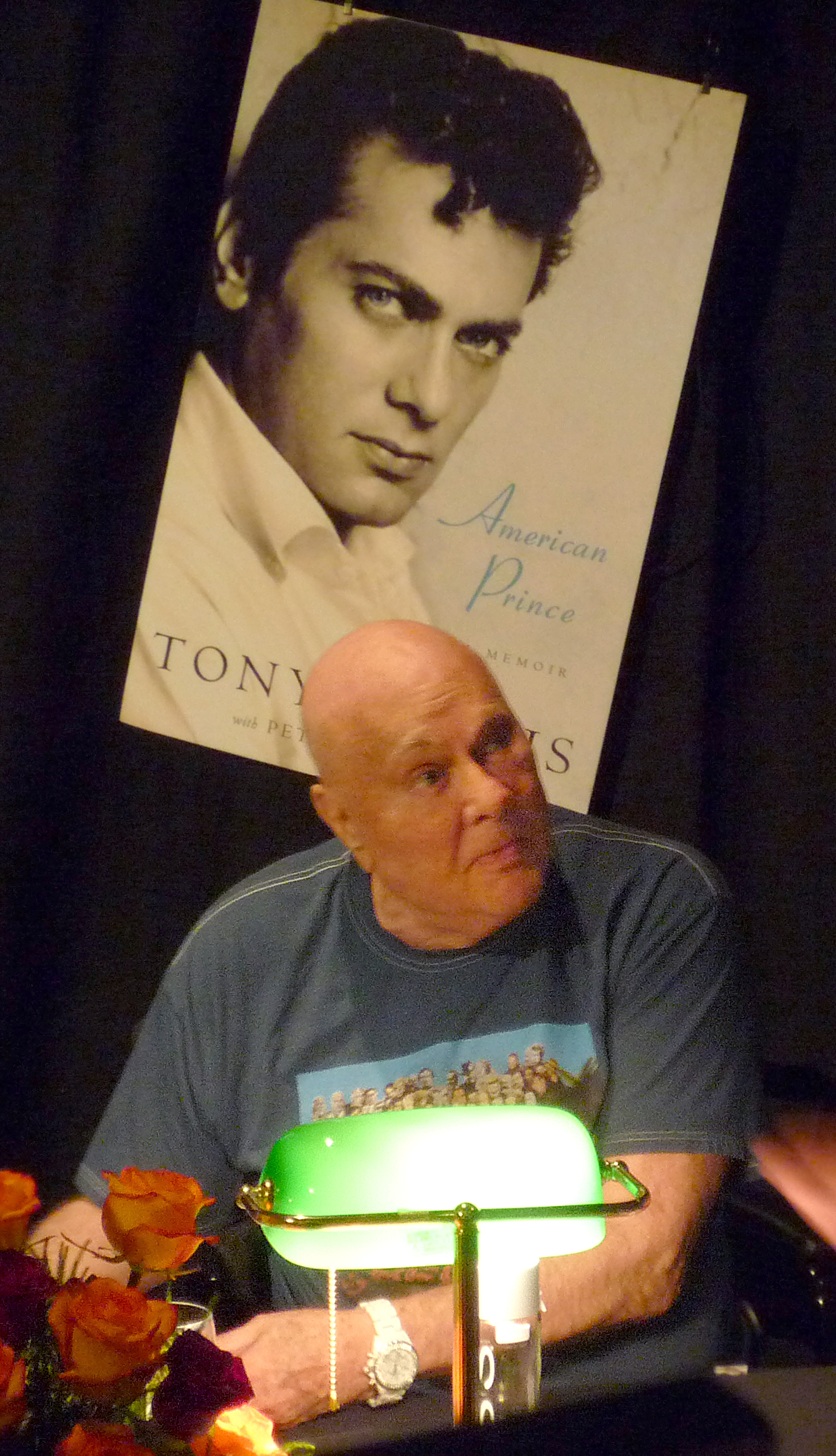
Tony Curtis bei einer Buchvorstellung von American Prince in Las Vegas, 2009

- 1949: Gewagtes Alibi (Criss Cross)
- 1949: Kokain (Johnny Stool Pigeon)
- 1949: Spielfieber (The Lady Gambles)
- 1949: Die Brut des Satans (City Across the River)
- 1950: Winchester ’73
- 1950: I Was a Shoplifter
- 1950: Francis, ein Esel – Herr General (Francis)
- 1950: Reiter ohne Gnade (Kansas Raiders)
- 1950: Sierra
- 1951: Die Diebe von Marschan (The Prince Who Was a Thief)
- 1952: Zu allem entschlossen (Meet Danny Wilson) (Cameo)
- 1952: Der Sohn von Ali Baba (Son of Ali Baba)
- 1952: Sein großer Kampf (Flesh and Fury)
- 1953: Houdini, der König des Varieté (Houdini)
- 1953: Strandgut (Forbidden)
- 1954: Männer, Mädchen und Motoren (Johnny Dark)
- 1954: Brückenkopf X (Beachhead)
- 1954: Der eiserne Ritter von Falworth (The Black Shield of Falworth)
- 1954: Drei Matrosen in Paris (So This Is Paris)
- 1955: Seine letzte Chance (Six Bridges to Cross)
- 1955: Die purpurrote Maske (The Purple Mask)
- 1955: Vom Teufel verführt (The Rawhide Years)
- 1955: Der Schläger von Chicago (The Square Jungle)
- 1956: Trapez (Trapeze)
- 1957: Dein Schicksal in meiner Hand (Sweet Smell of Success)
- 1957: Mister Cory
- 1957: Der Tod war schneller (The Midnight Story)
- 1958: Die Wikinger (The Vikings)
- 1958: Urlaubsschein nach Paris (The Perfect Furlough)
- 1958: Rivalen (Kings Go Forth)
- 1958: Flucht in Ketten (The Defiant Ones)
- 1959: Manche mögen’s heiß (Some Like It Hot)
- 1959: Unternehmen Petticoat (Operation Petticoat)
- 1960: Zwei in einem Zimmer (The Rat Race)
- 1960: Spartacus
- 1961: Ein charmanter Hochstapler (The Great Impostor)
- 1961: Der Außenseiter (The Outsider)
- 1962: Taras Bulba
- 1963: Captain Newman (Captain Newman, M.D.)
- 1963: Die Totenliste (The List of Adrian Messenger)
- 1964: Monsieur Cognac (Wild and Wonderful)
- 1964: Zusammen in Paris (Paris when it sizzles)
- 1964: … und ledige Mädchen (Sex and the Single Girl)
- 1965: Das große Rennen rund um die Welt (The Great Race)
- 1965: Boeing-Boeing (Boeing-Boeing)
- 1966: Die Schreckenskammer (Chamber of Horrors)
- 1966: Finger weg von meiner Frau (Not With My Wife You Don’t)
- 1966: Arrivederci Baby! (Drop Dead Darling)
- 1967: Die nackten Tatsachen (Don’t Make Waves)
- 1967: Der Keuschheitsgürtel (La cintura di castità)
- 1968: Der Frauenmörder von Boston (The Boston Strangler)
- 1968: Rosemaries Baby (Rosemarie’s Baby) (nur Stimme)
- 1969: Monte Carlo Rallye (Monte Carlo or Bust!)
- 1969: Stellt Euch vor, es gibt Krieg und keiner geht hin (Suppose They Gave a War and Nobody Came)
- 1970: Zwei Kerle aus Granit (You Can’t Win ’Em All)
- 1970–1971: Die 2 (The Persuaders!) (Fernsehserie, 24 Folgen)
- 1975: Der Graf von Monte Christo (The Count of Monte-Christo) (Fernsehfilm)
- 1975: Der Gangsterboss von New York (Lepke)
- 1975: McCoy (Fernsehserie; 4 Episoden)
- 1976: Der letzte Tycoon (The Last Tycoon)
- 1977: Casanova & Co.
- 1977: Sextette
- 1978: Der Manitou (The Manitou)
- 1978–1982: Vegas (Fernsehserie; 16 Folgen)
- 1978: Die Bären sind nicht mehr zu bremsen (The Bad News Bears Go to Japan)
- 1978: Zwei Gauner in der Wüste (It Rained All Day The Night I Left)
- 1979: Der Killer lauert am Ring (Title Shot)
- 1979: Das Millionengesicht (The Million Dollar Face)
- 1980: Ein reizender Fratz (Little Miss Marker)
- 1980: Mord im Spiegel (The Mirror Crack’d)
- 1980: Der Scarlett-O’Hara-Krieg (The Scarlett O’Hara War) (Fernsehfilm)
- 1982: Brain Check – Das andere ich (BrainWaves)
- 1982: Black Platoon – Das schwarze Kommando (Othello – The Black Commando)
- 1982: Portrait of a Showgirl
- 1983: Ein Colt für alle Fälle (The Fall Guy) (Fernsehserie, eine Folge)
- 1983: Balboa
- 1983: Wo ist Parzifal? (Where Is Parzifal?)
- 1984: King Of The City (Club Life)
- 1985: Insignificance – Die verflixte Nacht (Insignificance)
- 1986: Philip Banter – Eine geheimnisvolle Affäre (The Last of Philip Banter)
- 1986: Tödliche Parties (Murder in Three Acts)
- 1988: Der Passagier – Welcome to Germany
- 1989: Hummermann vom Mars (Lobster Man from Mars)
- 1989: Midnight
- 1989: Walter und Carlo in Amerika (Walter & Carlo in America)
- 1989: Tarzan in Manhattan
- 1990: Je reicher desto ärmer (Thanksgiving Day)
- 1991: Prime Target
- 1992: Schuld war nur der Weihnachtsmann (Christmas in Connecticut)
- 1992: Sein Auftrag: Mord (Center of the Web)
- 1992: Hollywood Babylon (Fernsehserie, 30 Folgen als Host)
- 1993: Mumie – Tal des Todes (The Mummy Lives)
- 1993: Bandit: Ein ausgekochtes Schlitzohr und eine kühle Blonde (Bandit: Beauty and the Bandit)
- 1993: Nackt in New York (Naked In New York)
- 1994: McKenzie und die toten Gouverneure (A Perry Mason Mystery: The Case of the Grimacing Governor) (Fernsehfilm)
- 1995: The Celluloid Closet – Gefangen in der Traumfabrik
- 1995: Gunpower (The Immortals)
- 1996: Superman – Die Abenteuer von Lois & Clark (Lois & Clark: The New Adventures of Superman) (Fernsehserie, eine Folge)
- 1996: Roseanne (Fernsehserie, eine Folge)
- 1997: Reptile Man (The Continuous Adventures of Reptile Man / Brittle Glory)
- 1997: Alien X Factor
- 1997: Hardball (Bounty Hunters)
- 1997: Elvis trifft Nixon (Elvis Meets Nixon)
- 1998: Stargames
- 1998: Susan (Suddenly Susan) (Fernsehserie, eine Folge)
- 1998: Louis and Frank
- 1999: Knocked Out – Eine schlagkräftige Freundschaft (Play It to the Bone)
- 2002: Reflections Of Evil
- 2004: Hope & Faith: Jack’s Back
- 2005: CSI: Den Tätern auf der Spur: Grabesstille (CSI Las Vegas) (Fernsehserie, eine Folge)
- 2007: The Blacksmith and The Carpenter (Stimme)
- 2008: David and Fatima

## Dokumentationen
- 2006: The Making of Some Like It Hot. Regie: Mike Thomas, USA, 26. Minuten.
- 2006: The Morning After: Remembering The Persuaders. Regie: Thomas Cock, Stephen La Rivière, Großbritannien.
- 2008: The Jill & Tony Curtis Story. Regie: Ian Ayres, Frankreich, 73 Minuten.
- 2011: Tony Curtis – Der Kerl aus der Bronx (Tony Curtis, le gamin du Bronx). Regie: Ian Ayres, Frankreich, 96 Minuten.

## Deutsche Synchronsprecher
In vielen Filmen wurde Tony Curtis von Herbert Stass synchronisiert. Mit dem Erfolg der Serie Die 2 wurde Rainer Brandt, der Curtis in der Serie seine Stimme lieh, zu seiner deutschen „Standardstimme“. Brandt, der auch die deutschen Dialogbücher schrieb, begeisterte Curtis ungemein. Brandt wandelte sämtliche Szenen mit, mittlerweile gängigen, Sprüchen ab und änderte so den Handlungsablauf einer ganzen Folge.
Curtis, der mit einer Deutschen verheiratet war, war von der deutschen Fassung begeistert; er wollte, dass Brandt die originalen Drehbücher für Die 2 schreibt, aber bevor dies zu Stande kam, kam es zu einer großen Auseinandersetzung zwischen Moore und Curtis, sodass die Serie eingestellt wurde.
In einzelnen Produktionen wurde Curtis aber auch von anderen Sprechern synchronisiert, zum Beispiel von Harald Juhnke, Lothar Blumhagen und Claus Biederstaedt. Im Film Der Passagier – Welcome to Germany aus dem Jahr 1988 sprach Curtis alle deutschen Texte selbst.

## Auszeichnungen (Auswahl)
- 1952: Golden Apple Award in der Kategorie Kooperativster Schauspieler
- 1958: Golden Apple Award in der Kategorie Kooperativster Schauspieler
- 1958: Photoplay Award in der Kategorie Most Popular Male Star
- 1959: BAFTA-Nominierung in der Kategorie Bester ausländischer Darsteller für Dein Schicksal in meiner Hand
- 1959: Oscar-Nominierung in der Kategorie Bester Hauptdarsteller für Flucht in Ketten
- 1959: BAFTA-Nominierung in der Kategorie Bester ausländischer Darsteller für Flucht in Ketten
- 1959: Bambi in der Kategorie Schauspieler – International für Dein Schicksal in meiner Hand
- 1960: Stern auf dem Hollywood Walk of Fame (6801 Hollywood Blvd.)
- 1961: Henrietta Award (zusammen mit Rock Hudson) in der Kategorie World Film Favorite
- 1969: Golden-Globe-Award-Nominierung in der Kategorie Bester Hauptdarsteller – Drama für Der Frauenmörder von Boston
- 1972: Goldener Bravo Otto der Jugendzeitschrift Bravo in der Kategorie Beliebtester männlicher Schauspieler
- 1972: Tele-7-Jours-Preis in der Kategorie Bester Hauptdarsteller für Die 2
- 1973: Bambi (zusammen mit Roger Moore) in der Kategorie TV-Serie – International für Die 2
- 1980: Emmy-Nominierung in der Kategorie Bester Hauptdarsteller in einer Miniserie oder einem Special für Der Scarlett-O’Hara-Krieg
- 1997: Distinguished Hollywood Film Artist Award des St. Louis International Film Festival
- 2001: David di Donatello für das Lebenswerk
- 2004: Goldene Kamera für sein Lebenswerk
- 2004: Ehrenpreis des Independent California Film Festival
- 2006: Preis für das Lebenswerk der Empire Awards
- 2007: Preis für das Lebenswerk der Artexpo Las Vegas
- 2007: Preis für das Lebenswerk des Jules Verne Adventure Film Festival